# NGC 5763
NGC 5763 is een spiraalvormig sterrenstelsel in het sterrenbeeld Ossenhoeder. Het hemelobject werd op 22 mei 1886 ontdekt door de Amerikaanse astronoom Lewis A. Swift.

## Synoniemen
- ZWG 76.64
- NPM1G +12.0408
- PGC 52905